# Kino obwoźne
Kino obwoźne (rum. Caravana cinematografică) – rumuńsko-niemiecki komediodramat z 2009 roku w reżyserii Titusa Munteana, zrealizowany na motywach powieści Ioana Groşana.

## Fabuła
Akcja filmu rozgrywa się w początkach lat 60. w małej wsi siedmiogrodzkiej. W czasie ulewy do wsi dociera samochód prowadzący akcję wyświetlania filmów propagandowych. Wieś jest prawie opustoszała, młodzież przyjeżdża do niej rzadko, większość czasu spędzając w pobliskim mieście. We wsi pozostał sierżant policji, przewodniczący rady gminnej, dyrektor szkoły, przewoźnik, Cygan o przezwisku Darcleu i wiejski głupek Pista oraz kilka kobiet. Wśród nich jedyną młodą i atrakcyjną osobą jest nauczycielka i instruktorka kulturalna Corina.
Przybycie samochodu pociąga za sobą szereg pechowych wydarzeń. Samochód wpada do rowu zepchnięty przez stado krów, pilnowanych przez Pistę. Z samochodu wypadają taśmy filmowe, wpadając do bajora. W trakcie ich suszenia wybucha pożar, w końcu wieś zostaje pozbawiona prądu. Energiczny i ideowy towarzysz Tavi, który odpowiada za przeprowadzenie projekcji próbuje zastraszyć mieszkańców, ale także uwieść nauczycielkę Corinę. Po kilku nieudanych próbach udaje się wyświetlić film, a ekipa opuszcza wieś. Tavi, początkowo nieśmiały i nieporadny wobec Coriny przed wyjazdem dopuszcza się gwałtu na nauczycielce.
Film realizowano we wsi Pârneşti, w okręgu Arad.

## Obsada
- Doru Boguta jako Tavi
- Iulia Lumânare jako Corina
- Mircea Diakonu jako Tanasie
- Alexandru Georgescu jako Anton
- Maria Seles jako Ilca
- Cristian Szekeres jako Atanasiu Gica
- Mihai Motoiu jako Darcleu
- Ovidiu Ghinita jako Plopu
- Eduard Cirlan jako Pista
- Nicolae Urs jako Pan Benea
- Melania Ursu jako Pani Benea

## Nagrody
- Festiwal Filmowy w Bukareszcie 2011
  - nagroda za Najlepszą muzykę
  - nagroda za najlepszą scenografię
  - nagroda za najlepsze kostiumy
  - nagroda za najlepszą charakteryzację